# Serrat del Berenguer
El Serrat del Berenguer és un serrat situat en el terme municipal de Sant Feliu de Codines, a la comarca del Vallès Oriental
Està situat en el racó de l'extrem nord-oest del terme, al sud-est del Collet dels Termes i al nord-est de la masia de la Roca. Assoleix l'elevació màxima de 858,7 metres d'altitud. El seu extrem nord-oest és el collet esmentat, i el sud-est, el Serrat de la Galaieta.